# Magyar Kupa 2024-2025
La Magyar Kupa 2024-2025, conosciuta anche come MOL Magyar Kupa 2024-2025 per ragioni di sponsorizzazione, è stata l'85ª edizione della coppa nazionale ungherese, iniziata il 3 agosto 2024 e terminata con la finale il 14 maggio 2025. Al torneo partecipano 172 squadre provenienti dalle serie ungheresi.
La squadra campione in carica era il Paks, che si è riconfermato vincendo la sua seconda coppa nazionale.

## Calendario
Il programma del torneo è il seguente.
| Turno            | Incontri             |
| ---------------- | -------------------- |
| Primo turno      | 3-4 agosto 2024      |
| Secondo turno    | 24-25 agosto 2024    |
| Terzo turno      | 14-15 settembre 2024 |
| Quarto turno     | 30 ottobre 2024      |
| Ottavi di finale | 26 febbraio 2025     |
| Quarti di finale | 2 aprile 2025        |
| Semifinali       | 23 aprile 2025       |
| Finale           | 14 maggio 2025       |

## Squadre partecipanti
Alla competizione prendono parte 172 squadre:
- 12 squadre dalla Nemzeti Bajnokság I
- 16 squadre dalla Nemzeti Bajnokság II
- 50 squadre dalla Nemzeti Bajnokság III
- 83 squadre dalla Megye I
- 8 squadre dalla Megye II
- 2 squadre dalla Megye III
- 1 squadra dalla Megye IV

## Primo turno
Al primo turno partecipano le squadre dal terzo livello in giù.
| Squadra 1         | Risultato       | Squadra 2                |
| ----------------- | --------------- | ------------------------ |
| 3 agosto 2024     |                 |                          |
| Duna SK           | 3 – 0           | Körösladány              |
| Balatonalmádi     | 3 – 0           | Szombathelyi AK          |
| Fadd              | 3 – 0           | Diósdi                   |
| Lovászhetény      | 0 – 3           | Somogysárd               |
| Tállya            | 0 – 3           | Cigánd                   |
| Eger              | 2 – 0           | Sényő-Carnifex           |
| Alsózsolca        | 1 – 8           | Tiszaújváros             |
| Maklár            | 1 – 3           | Újfehértó                |
| Nyírbátor         | 0 – 4           | Mátészalka               |
| Jászfényszaru     | 5 – 0           | Baktalórántháza          |
| Nagyecsed         | 0 – 0 (4-5 dtr) | Tarpa                    |
| Lőrinci           | 0 – 2           | Debreceni EAC            |
| Sárospatak        | 1 – 5           | Monostorpályi            |
| Hidasnémeti       | 0 – 19          | Tiszafüred               |
| Hajdúnánás        | 0 – 1           | Salgótarján              |
| Gyöngyös          | 0 – 2           | Füzesabony               |
| Gesztely          | 0 – 5           | Hatvan                   |
| Vizslás           | 0 – 4           | Putnok                   |
| Karancslapujtő    | 2 – 1           | Hajdúsámson              |
| Újpalota          | 1 – 0           | Algyő                    |
| SZAC              | 5 – 0           | Törökszentmiklós         |
| Szegedi VSE       | 0 – 2           | BKV Előre                |
| Dunavarsány       | 2 – 1           | Gyula                    |
| Gyomaendrőd       | 0 – 7           | Dunaharaszti             |
| Harta             | 6 – 0           | Füzesgyarmat             |
| REAC              | 0 – 2           | Hódmezővásárhely         |
| Monor             | 1 – 0           | Pénzügyőr                |
| Teskánd           | 2 – 9           | Mosonmagyaróvári         |
| Söpte             | 0 – 1           | Abda                     |
| Sárvár            | 1 – 0           | Zalalövő                 |
| Szakonyfalu       | 0 – 22          | Mezőörs                  |
| Veszprém          | 1 – 0           | Komarom FC               |
| Király SZE        | 0 – 1           | Mór                      |
| Nyergesújfalu     | 0 – 3 (dts)     | Szombathelyi MÁV Haladás |
| Bonyhád           | 0 – 0 (4-5 dtr) | PTE-PEAC (Pécs)          |
| Biatorbágy        | 0 – 2           | Kaposvár                 |
| Marcali           | 0 – 0 (2-4 dtr) | Ercsi                    |
| Dunaújváros       | 3 – 1           | Unione Budapest          |
| III. Kerületi TVE | 3 – 1 (dts)     | Bicske                   |
| Nagyatádi         | 2 – 0           | Siófok                   |
| Nagykanizsa       | 1 – 0           | Gárdony                  |
| Erd               | 2 – 0           | Dunaföldvár              |
| Nagybajom         | 2 – 3           | Mohács                   |
| Sándorfalva       | 2 – 4           | Tiszakécske              |
| Úrkút             | 2 – 4           | Csesztreg                |
| Diósjenő          | 1 – 4           | Miskolci VSC             |
| 4 agosto 2024     |                 |                          |
| Kakasd            | 0 – 1           | Pécsi MFC                |
| Nyíradony         | 2 – 3           | Gödöllő                  |
| Héhalom           | 0 – 4           | Karcag                   |
| Kalocsai          | 0 – 2           | Tiszasziget              |
| Szajol            | 0 – 4           | Szolnok                  |
| Orosháza          | 1 – 4           | Tiszaföldvár             |
| Cegléd            | 1 – 4           | Csepel                   |
| Jánoshalom        | 4 – 0           | Kunbaja                  |
| Mezőmegyer        | 4 – 2           | Lajosmizse               |
| Dabas             | 0 – 2           | ESMTK Budapest           |
| Böde              | 0 – 6           | Vép                      |
| Bakonycsernye     | 1 – 0           | Sárisáp-TASK             |
| Tihany            | 2 – 3           | Csorna                   |
| Lábatlan          | 0 – 5           | Dorog                    |
| Bácsa             | 0 – 4           | Koroncó                  |
| Bábolna           | 1 – 16          | Sopron                   |
| Vitnyéd           | 0 – 3           | Balatonfüred             |
| Győrszentiván     | 2 – 4           | Pápai SE                 |
| Rábatótfalu       | 0 – 6           | Zalaszentgrót            |
| Harkány           | 1 – 5           | Majosi SE (Bonyhád)      |
| Pétfürdő          | 1 – 2           | Kelenföldi Textilgyár    |
| Bóly              | 1 – 4           | Iváncsa                  |
| Sárbogárd         | 1 – 2           | Budaörs                  |
| Pilis             | 1 – 3           | Martfű                   |
| Hímesháza         | 0 – 12          | Szekszárd                |
| Inter 04          | 2 – 4           | Pátka                    |

## Secondo turno
Al secondo turno prendono parte le 72 vincenti del turno precedente.
| Squadra 1             | Risultato       | Squadra 2                |
| --------------------- | --------------- | ------------------------ |
| 24 agosto 2024        |                 |                          |
| PTE-PEAC (Pécs)       | 1 – 2           | Nagykanizsa              |
| Kelenföldi Textilgyár | 2 – 0           | Szekszárd                |
| Csesztreg             | 1 – 2           | Mosonmagyaróvári         |
| Duna SK               | 0 – 15          | Tiszakécske              |
| Mohács                | 0 – 3           | III. Kerületi TVE        |
| Gödöllő               | 1 – 0           | Cigánd                   |
| Füzesabony            | 1 – 0           | Tiszaújváros             |
| Tarpa                 | 1 – 0           | Mátészalka               |
| Salgótarján           | 0 – 1           | Putnok                   |
| Monostorpályi         | 0 – 3           | Debreceni EAC            |
| Újfehértó             | 0 – 3           | Hatvan                   |
| Tiszasziget           | 1 – 2           | ESMTK Budapest           |
| SZAC                  | 2 – 1           | Martfű                   |
| Harta                 | 3 – 2           | Jánoshalom               |
| Szolnok               | 2 – 2 (3-4 dtr) | Monor                    |
| BKV Előre             | 5 – 0           | Dunaharaszti             |
| Dunavarsány           | 4 – 2           | Csepel                   |
| Sárvár                | 1 – 0           | Balatonfüred             |
| Vép                   | 1 – 3           | Dorog                    |
| Bakonycsernye         | 1 – 9           | Csorna                   |
| Pápai SE              | 5 – 2           | Mór                      |
| Mezőörs               | 2 – 0           | Abda                     |
| Koroncó               | 1 – 9           | Szombathelyi MÁV Haladás |
| Budaörs               | 3 – 2           | Majosi SE (Bonyhád)      |
| Nagyatádi             | 1 – 3           | Erd                      |
| Ercsi                 | 2 – 7           | Iváncsa                  |
| Somogysárd            | 1 – 9           | Pécsi MFC                |
| Sopron                | 2 – 1           | Veszprém                 |
| 25 agosto 2024        |                 |                          |
| Mezőmegyer            | 1 – 4           | Hódmezővásárhely         |
| Miskolci VSC          | 2 – 3           | Eger                     |
| Karancslapujtő        | 1 – 4           | Tiszafüred               |
| Jászfényszaru         | 0 – 4           | Karcag                   |
| Újpalota              | 1 – 0           | Tiszaföldvár             |
| Zalaszentgrót         | 0 – 0 (4-5 dtr) | Balatonalmádi            |
| Fadd                  | 1 – 11          | Dunaújváros              |
| Pátka                 | 2 – 9           | Kaposvár                 |

## Terzo turno
Al terzo turno partecipano le 36 vincenti del secondo turno, 12 squadre di Nemzeti Bajnokság I e 16 squadre di Nemzeti Bajnokság II.
| Squadra 1                | Risultato       | Squadra 2       |
| ------------------------ | --------------- | --------------- |
| 14 settembre 2024        |                 |                 |
| Mezőörs                  | –               | Paks            |
| Hatvan                   | 0 – 4           | Zalaegerszeg    |
| Dunavarsány              | 0 – 7           | Újpest          |
| Putnok                   | 2 – 6           | Győri ETO       |
| Hódmezővásárhely         | 0 – 2           | MTK Budapest    |
| Monor                    | 0 – 2           | Fehérvár        |
| Nagykanizsa              | 2 – 3 (dts)     | Ajka            |
| Balatonalmádi            | 0 – 0 (3-1 dtr) | Pápai SE        |
| Iváncsa                  | 4 – 0           | Tiszakécske     |
| Mosonmagyaróvári         | 2 – 2 (5-4 dtr) | Budaörs         |
| III. Kerületi TVE        | 0 – 0 (2-4 dtr) | Kisvárda        |
| Kaposvár                 | 1 – 1 (0-3 dtr) | Tiszafüred      |
| Eger                     | 0 – 4           | Soroksár        |
| Tarpa                    | 5 – 0           | Harta           |
| Füzesabony               | 1 – 2           | Szegedi Honvéd  |
| Debreceni EAC            | 0 – 2 (dts)     | BVSC Budapest   |
| Dunaújváros              | 0 – 6           | Karcag          |
| Kelenföldi Textilgyár    | 1 – 5           | Honvéd          |
| Újpalota                 | 0 – 2           | Tatabánya       |
| SZAC                     | 1 – 2           | ESMTK Budapest  |
| Sárvár                   | 0 – 2           | Sopron          |
| Vasas                    | 1 – 1 (6-7 dtr) | Nyíregyháza     |
| Pécsi MFC                | 3 – 3 (4-5 dtr) | Szentlőrinci    |
| Dorog                    | 1 – 0           | Erd             |
| Békéscsaba               | 0 – 4           | Debrecen        |
| Mezőkövesd-Zsóry         | 3 – 1           | Csákvári        |
| 15 settembre 2024        |                 |                 |
| BKV Előre                | 1 – 5           | Gyirmót         |
| Csorna                   | 1 – 2           | Gödöllő         |
| Budafok                  | 0 – 3           | Ferencváros     |
| Kozármisleny             | 0 – 4           | Kecskemét       |
| Szombathelyi MÁV Haladás | 0 – 7           | Puskás Akadémia |
| 16 settembre 2024        |                 |                 |
| Kazincbarcika            | 2 – 4 (dts)     | Diósgyőr        |

## Quarto turno
Il sorteggio per il quarto turno si è tenuto il 16 settembre 2024. Al turno prendono parte le 32 vincenti del terzo turno.
| Squadra 1        | Risultato       | Squadra 2       |
| ---------------- | --------------- | --------------- |
| 29 ottobre 2024  |                 |                 |
| Mezőkövesd-Zsóry | 1 – 0           | Debrecen        |
| 30 ottobre 2024  |                 |                 |
| Mosonmagyaróvári | 0 – 3           | Győri ETO       |
| BVSC Budapest    | 0 – 1           | Újpest          |
| Gödöllő          | 1 – 2           | Dorog           |
| Tarpa            | 0 – 5           | Iváncsa         |
| Karcag           | 1 – 0           | Kecskemét       |
| Balatonalmádi    | 0 – 4           | Kisvárda        |
| Szentlőrinci     | 1 – 2           | Zalaegerszeg    |
| Ajka             | 3 – 3 (2-4 dtr) | Nyíregyháza     |
| Tatabánya        | 2 – 3           | Puskás Akadémia |
| Szegedi Honvéd   | 0 – 3           | MTK Budapest    |
| Sopron           | 2 – 2 (4-3 dtr) | Soroksár        |
| Fehérvár         | 2 – 1           | Diósgyőr        |
| 31 ottobre 2024  |                 |                 |
| ESMTK Budapest   | 1 – 3 (dts)     | Gyirmót         |
| Tiszafüred       | 1 – 2           | Ferencváros     |
| Honvéd           | 1 – 5           | Paks            |

## Ottavi di finale
Il sorteggio per gli ottavi di finale, a cui prendono parte le 16 vincenti del quarto turno, si è tenuto il 31 ottobre 2024.
| Squadra 1        | Risultato   | Squadra 2       |
| ---------------- | ----------- | --------------- |
| 19 febbraio 2025 |             |                 |
| Gyirmót          | 0 – 2       | Fehérvár        |
| 25 febbraio 2025 |             |                 |
| Nyíregyháza      | 1 – 0       | Puskás Akadémia |
| 26 febbraio 2025 |             |                 |
| Karcag           | 1 – 2       | Zalaegerszeg    |
| Iváncsa          | 0 – 2       | MTK Budapest    |
| Mezőkövesd-Zsóry | 0 – 3       | Paks            |
| Sopron           | 0 – 3       | Kisvárda        |
| Dorog            | 0 – 1       | Újpest          |
| 27 febbraio 2025 |             |                 |
| Győri ETO        | 3 – 4 (dts) | Ferencváros     |

## Quarti di finale
Il sorteggio per i quarti di finale si è tenuto il 27 febbraio 2025.
| Squadra 1     | Risultato | Squadra 2   |
| ------------- | --------- | ----------- |
| 1 aprile 2025 |           |             |
| Zalaegerszeg  | 2 – 0     | Nyíregyháza |
| 2 aprile 2025 |           |             |
| Kisvárda      | 0 – 1     | Paks        |
| Ferencváros   | 3 – 1     | Újpest      |
| 3 aprile 2025 |           |             |
| MTK Budapest  | 4 – 2     | Fehérvár    |

## Semifinali
Il sorteggio per le semifinali si è tenuto il 3 aprile 2025.
| Squadra 1         | Risultato | Squadra 2    |
| ----------------- | --------- | ------------ |
| 22-23 aprile 2025 |           |              |
| Paks              | 2 – 1     | Zalaegerszeg |
| Ferencváros       | 3 – 1     | MTK Budapest |

## Finale
| Arbitro: | Csaba Pintér |

|                                              |                      |                                       |
| Joseph 90+3’                                 | Marcatori            | 45+1’ Tóth                            |
| Pešić Zachariassen Joseph Raul Gustavo Cissé | Tiri di rigore 3 – 4 | Windecker Ádám Balogh Gyurkits Vécsei |